# Маркарян 421
Маркарян 421 (Mrk 421, Mkn 421) — блазар, расположенный в созвездии Большой Медведицы. Данный объект представляет собой галактику с активным ядром, лацертиду и является мощным источником гамма-излучения. Галактика находится на расстоянии 397—434 млн св. лет от Солнца, является одним из ближайших к Земле блазаров. Вероятно, содержит в центральной области сверхмассивную черную дыру. Имеет галактику-компаньон Маркарян 421-5.
Изначально галактика была открыта в виде источника высокоэнергетического гамма-излучения в 1992 г М. Панчем (англ. M. Punch) в обсерватории Уиппл (англ. Whipple Observatory). В 1996 г Дж. Гайдос (англ. J. Gaidos) в обсерватории Уиппл зарегистрировал быстрый выброс очень высокоэнергетического гамма-излучения от Mrk 421 (время усиления сигнала составило 15 минут). 
Вспышка также произошла в 2001 г и наблюдалась в рамках проекта Whole Earth Blazar Telescope.
Поскольку данный объект является сравнительно ярким (в среднем видимая звёздная величина составляет 13.3m), он доступен для наблюдений при помощи любительских телескопов.